# Badalona

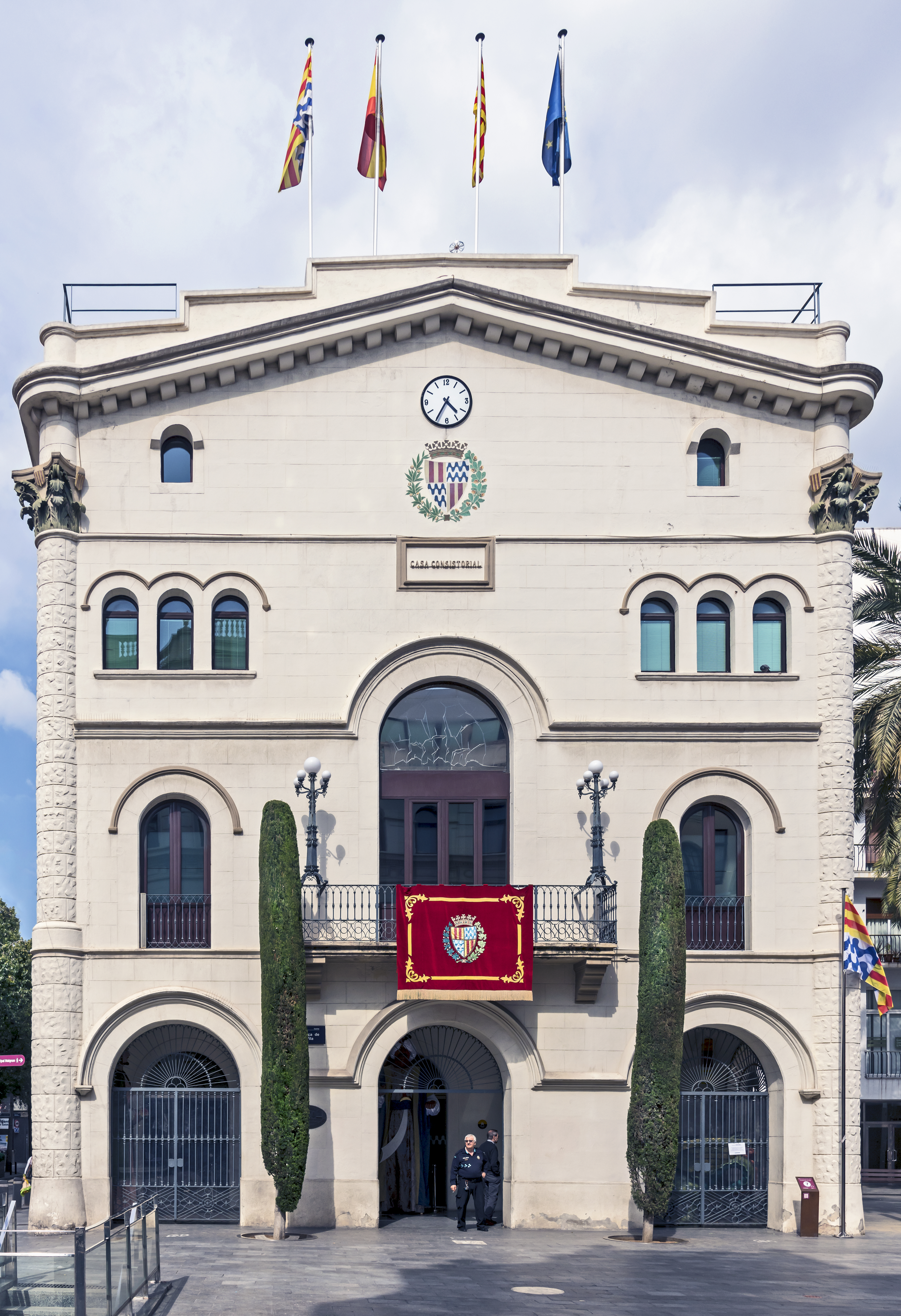
Radnice.

Badalona je městem spadajícím do aglomerace Barcelony. Je situováno mezi Sant Adrià de Besòs, Santa Coloma de Gramenet, Montcada i Reixac, Sant Fost de Campsentelles, Tianou a Montgatem. Počet obyvatel 220 888, což z něj činí třetí největší město Katalánska (zalidněním 10 167 obyvatel na kilometr čtvereční).

## Partnerská města
- Alcanar (Španělsko)
- San Fernando, Cádiz (Španělsko)
- Valparaíso (Chile)
- Montevideo (Uruguay)
- Göteborg (Švédsko)